# NGC 3499
NGC 3499 est une petite galaxie lenticulaire située dans la constellation de la Grande Ourse. NGC 3499 a été découverte par l'astronome germano-britannique William Herschel en 1784.

## Caractéristiques
Sa vitesse par rapport au fond diffus cosmologique est de 1 687 ± 12 km/s, ce qui correspond à une distance de Hubble de 24,9 ± 1,8 Mpc (∼81,2 millions d'al).
NGC 3499 présente un noyau en retrait (RET retired nucleus en anglais).

## Supernova
La supernova 2007sa été découverte dans NGC 3499 le 21 novembre 2007 par R. Mostardi et W.D Li dans le cadre du programme LOSS (Lick Observatory Supernova Search) de l'observatoire Lick. Cette supernova était de type Ia.